# Nineta pomacea
Nineta pomacea är en insektsart som beskrevs av Zakharenko 1983. Nineta pomacea ingår i släktet Nineta och familjen guldögonsländor. Inga underarter finns listade i Catalogue of Life.